# Andreapoli járás

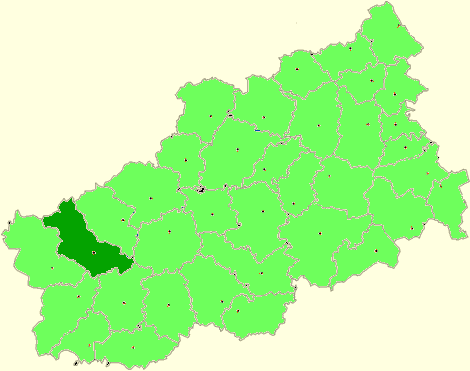
Az Andreapoli járás a Tveri területen

Az Andreapoli járás (oroszul Андреапольский район) Oroszország egyik járása a Tveri területen. Székhelye Andreapol.

## Népesség
- 1989-ben 17 900 lakosa volt.
- 2002-ben 16 213 lakosa volt.
- 2010-ben 13 756 lakosa volt, melyből 11 419 orosz, 185 ukrán, 88 fehérorosz, 69 moldáv, 65 cigány, 42 örmény, 41 tatár, 40 azeri, 34 üzbég, 90 csecsen, 14 kazah, 12 ingus stb.